# (3314) Beals
(3314) Beals ist ein Asteroid des Hauptgürtels, der am 30. März 1981 vom amerikanischen Astronomen Edward L. G. Bowell an der Anderson Mesa Station (IAU-Code 688) des Lowell-Observatoriums in Coconino County entdeckt wurde.
Benannt wurde der Asteroid nach dem kanadischen Astronomen Carlyle Smith Beals (1899–1979).